# Tonje Angelsen

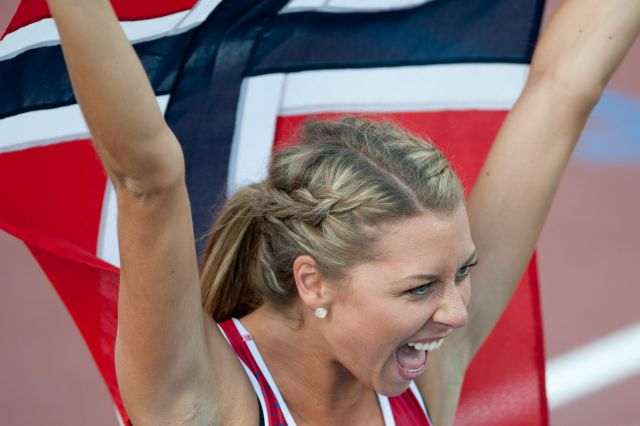
Tonje Angelsen nach dem Gewinn der Silbermedaille bei den Europameisterschaften 2012

Tonje Angelsen (* 17. Januar 1990 in Trondheim) ist eine norwegische Leichtathletin, die sich  auf den Hochsprung spezialisiert hat.
Angelsen begann ihre sportliche Laufbahn als Siebenkämpferin und belegte beim Leichtathletik-Europacup der Mehrkämpfer 2006 mit 5074 Punkten den achten Rang in der drittklassigen 2nd League. Danach konzentrierte sie sich auf ihre stärkste Einzeldisziplin, den Hochsprung. Noch im selben Jahr nahm sie an den Juniorenweltmeisterschaften in Peking teil, konnte sich dort aber nicht für das Finale qualifizieren.
Auch in den folgenden Jahren gelang es Angelsen zunächst nicht, bei internationalen Großereignissen wie den Leichtathletik-Europameisterschaften 2010 in Barcelona oder den Leichtathletik-Weltmeisterschaften 2011 in Daegu die Qualifikationsrunden zu überstehen. Im Mai 2012 steigerte sie ihre Bestleistung auf 1,95 m und qualifizierte sich damit für die Teilnahme an den Olympischen Spielen in London. Einen Monat später gewann sie bei den Leichtathletik-Europameisterschaften in Helsinki mit einer weiteren Steigerung auf 1,97 m überraschend die Silbermedaille hinter der Spanierin Ruth Beitia. Bei den Olympischen Spielen 2012 sprang Angelsen in der Qualifikation 1,85 m und schied damit aus. 
Während sie bei nationalen Meisterschaften bis 2019 insgesamt sieben Titel im Hochsprung gewann, blieben ihr weitere internationale Medaillen versagt. 2014 war sie Neunte der Europameisterschaften in Zürich, 2016 schied sie auch bei den Olympischen Spielen in Rio de Janeiro in der Qualifikation aus.

## Bestleistungen
- Hochsprung: 1,97 m, 28. Juni 2012, Helsinki
  - Halle: 1,93 m, 22. Januar 2012, Trondheim